# Jérôme Hermosilla
Jérôme Hermosilla (Jerónimo Hermosilla y Aransay), né à Santo Domingo de la Calzada dans La Rioja le 30 septembre 1800 et mort décapité à Hải Dương (Tonkin) le 1er novembre 1861, jour de la Toussaint, est un évêque missionnaire espagnol, membre de l'ordre des frères prêcheurs. 

## Biographie
Il est le cadet d'une famille modeste de neuf enfants de la province de La Rioja. Il perd son père à l'âge de dix ans. Il vit à Cordovín entre 1809 et 1814 où sa mère travaille comme domestique du curé. Il entre à quinze ans au couvent dominicain de Valence, le couvent Saint-Dominique. En 1820, il est obligé d'interrompre ses études ecclésiastiques pour rejoindre les troupes de Ferdinand VII. Il intègre le noviciat dominicain à la fin du triennat libéral. 
Il s'embarque en 1824 du port de Cadix en direction de Manille où il arrive en mars 1825 et poursuit ses études avec onze confrères. Il reçoit le sacrement de l'ordre en 1828. Il arrive le 15 mai de l'année suivante au Tonkin. Il commence une vie de mission dans les difficultés à une époque de persécution contre les chrétiens. Il doit souvent changer de nom et de lieu d'habitation pour porter la parole divine et les sacrements. La persécution démarre surtout en 1832 et dure avec plus ou moins d'intensité pendant trente ans. Il est consacré en 1841 évêque pour le vicariat apostolique du Tonkin (aujourd'hui diocèse de Hải Phòng). Il demande en 1848 au Saint-Siège la division du vicariat en deux sièges et dirige dès lors le Tonkin oriental (avec siège à Haïphong).
Il est arrêté le 20 octobre 1861 sur ordre de Tu Duc, avec son fidèle secrétaire et catéchiste Joseph Khang. Les mandarins locaux tentent de lui faire - en vain - piétiner la croix de Jésus-Christ, placée à l'entrée de la ville. Il est enfermé dans une petite cage et décapité le jour de la Toussaint 1861 avec ses confrères Valentin Berrio Ochoa et Pierre Almató.

## Vénération
Jérôme Hermosilla fut béatifié par Pie X le 26 mai 1906 et canonisé le 19 juin 1988 par Jean-Paul II. C'est actuellement l'unique saint de La Rioja. Sa fête est fixée au 1er novembre, celle des martyrs du Viêt-Nam, dont il fait partie, est fixée au 24 novembre.